# Мар'ян Франке
{{Особа
| ім'я               = Мар'ян Франке 
| оригінальне ім'я   = Marian Franke
| ім'я при народженні               = 
| оригінальне ім'я при народженні   = 
| портрет            = Marian_Franke.jpg
| ширина портрету    =
| підпис             = Мар'ян Франке — засновник телемедицини в Україні
| титул              = професор
| порядок            =
| церква             = 
| громада            =
| обрання            =
| інтронізація       =
| коронація          =
| періодпочаток      =
| періодкінець       =
| попередник         =
| наступник          =
| освіта             = [[Львівський університет], [Віденський університет]]
| науковий ступінь   = професор, академік Академії медичних наук у Польщі
| професія           = лікар
| діяльність         = 
| національність     = 
| тезоіменитство     =
| дата народження    =
| місце народження   =
| дата смерті        =
| місце смерті       =
| похований          =
| династія           = 
| батько             =
| мати               = Анеля Сваричевська
| дружина            =
| діти               =
| прийняття чернецтва= 
| сан                = 
| хіротонія          =
| кардинал           =
| автограф           =
| монограма          =
| нагороди           = 
| Commons            =
}}
Мар'ян Франке (Marian Franke, 21 березня 1877, Львів — 12 вересня  1944, Львів, похований на Личаківському цвинтарі)  — польський вчений-медик, професор та декан медичного факультету Львівського університету, лікар-кардіолог, фізіолог, викладач, засновник телемедицини в Україні та клінічної  у світі .

## Біографічні відомості
Син відомого вченого, фізика-механіка, професора, ректора Львівської політехніки [Архівовано 13 листопада 2016 у Wayback Machine.] Яна Непомуцена Франке (Jan Nepomucen Franke) та Анелі Сваричевської (Aniela Swaryczewska).
Мар'ян Франке вивчав медицину спочатку у Львівському (з 1895 до 1897 р.), потім — у Віденському університеті, після закінчення котрого з 1900 року працював на кафедрі внутрішніх хвороб  — спочатку як практикант, згодом — отримав посаду асистента цієї ж кафедри, неодноразово стажувався в Берліні та Парижі (1902—1903 рр.). У 1908 році після захисту дисертації «O wymiarowości ruchów serca na tle skurczów dodatkowych (arythmia cordis extrasystolica) i o jej znaczeniu klinicznym» він отримує звання доцента, а у 1916 — професора.
Під час [перша світова війна першої світової війни] М. Франке служив на фронті військовим лікарем австрійської армії. У 1918 році брав участь у військових діях у Львові, а в 1921 році служив в польській армії в званні підполковника медичної служби.
З 1921 по 1942 роки професор Франке очолює кафедру загальної та експериментальної патології медичного факультету Львівського університету. Також двічі він був деканом цього ж факультету — у 1928—1929 та 1936—1937 роках.
Під час гітлерівської окупації Львова професор М.Франке був відсторонений від керівництва кафедрою, у 1942 році — арештований гестапо. Дивом уникнувши смерті, Франке був на деякий час відновлений у званні професора (але не керівника кафедри), після чого був змушений піти на пенсію, через 2 роки він помер у своєму будинку № 29 по вулиці Валовій.

## Впровадження телемедицини
В 1935 році у Львові професор Мар'ян Франке розгорнув першу у світі клінічну телеелектрокардіографічну (теле-ЕКГ) систему. Це був перший випадок застосування телемедицини в Україні та перша регулярно працююча телекардіологічна система у світі .
Відповідно до публікації у виданні Polska Gazeta Lekarska (№ 27, 1937 рік, с.15): «Протягом 2 останнього років у відділенні інфекційних захворювань [Державного загального шпіталю у Львові, сучасна Львівська обласна клінічна лікарня [Архівовано 14 березня 2022 у Wayback Machine.] — прим.автора] систематично проводилися телеелектрокардіографічні обстеження. Хворі перебували у відділенні, а результати обстежень серця передавалися на 500 метрів в Інститут патології. Обстеження ці виконувалися разом із професором Франке». Трансляція ЕКГ здійснювалася по «спеціальних проводах» на відстань «близько 500 метрів», використовувався електрокардіографічний апарат «Elkagraph» виробництва F.Hellige&Sons (Фрайбург, Німеччина). Передавальна станція була розташована у відділенні інфекційних хвороб Державного загального госпіталю, а приймальня — на кафедрі загальної й експериментальної патології медичного факультету Львівського університету (якої завідував сам М.Франке). За словами самого Франке, «перебування пацієнта на місці [завдяки використанню ЕКГ — примітка автора] дозволяло уникнути ускладнень, пов'язаних із транспортуванням хворого». Співавтором у цій роботі був професор Вітольд Липинський (1886—1955, на момент впровадження даної телемедичної системи він безпосередньо керував відділенням інфекційних захворювань, що нараховувало 220 ліжок і де була розташована передавальна станція; також професор Липинський очолював кафедру інфекційних хвороб медичного факультету Львівського університету).
В 1936 році М. Франке й В.Липинський друкують статтю про зміни на електрокардіограмі в пацієнтів з інфекційними захворюваннями. Як основний інструмент для виконання даного обстеження М. Франке вказує саме телеелектрокардіографію. Дистанційно обстежуючи групу з 109 пацієнтів (у тому числі, декількох дітей у віці до 14 років, а також декількох інтубованих і термінальних хворих) професор Франке виявив і детально описав цілий ряд змін, характерних для інфекційних захворювань: уповільнення передсердно-шлуночкової провідності, низький зубець P, зниження вольтажу зубця R, низький зубець Т у третім відведенні як прояв міокардиту, порушення ритму, зміни електричної осі серця, властиво міокардит як ускладнення інфекційного захворювання тощо.
Транстелефонна електрокардіографія (теле-ЕКГ) є одним із найнадійніших і найефективніших засобів телемедицини, що інтенсивно використовується й досі.

## Наукова діяльність
Наукові зацікавлення професора Франке були достатньо різносторонніми. До основних напрямків його роботи можна віднести: вивчення патогенезу та діагностичних ознак (в тому числі електрокардіографічних та телеелектрокардіографічних) захворювань кровообігу, патогенезу ураження нирок, зокрема, виникнення уремії) при поворотному тифі, розробка методу вивчення протеолітичних ферментів лейкоцитів, визначення значимості протеолітичного індексу крові в діагностиці інфекційних захворювань, методів лікування хронічних захворювань серця, ураження міокарду; він описав явища руйнування лейкоцитів сироваткою крові у хворих лейкемією, порушення кровообігу та сечовиділення при гострому запаленні нирок. Його перу належить підручник з діагностики хвороб серцево-судинної системи, виданий у 1921 році. Професор Мар'ян Франке підготував трьох професорів. В 1935 році він використав телемедицину для регулярного клінічного застосування ЕКГ та наукових досліджень.
Найважливіші публікації (пол.):
- Surowica rozpuszczająca ciałka białe krwi (1901)
- O rzadkiej postaci niemiarowości ruchów serca (1905)
- O sposobach wyrównania wad zastawki trójdzielnej (1906)
- O leczeniu przewlekłej niedomogi mięśnia sercowego (1909)
- Znaczenie fizjologiczne części przedsionkowo-komorowej układu przenośniego serca (1912)
- Diagnostyka chorób narządu krążenia (1921)
- Nowe drogi w medycynie wewnętrznej (1922)
- Skrypta patologji ogólnej i doświadczalnej (1923)
- Badania nad patogenezą mocznicy (1924)
- Leczenie przewlekłych schorzeń serca (1926)
- Obraz elektrokardjograficzny u starszej młodzieży szkolnej, oddającej się sportom (1935)
- Zmiany elektrokardjograficzne w chorobach zakaźnych (1936)

## Визнання
У 1922 році Мар'яна Франке було обрано президентом Львівського лікарського товариства. У 1930 році він отримав звання члена-кореспондента Польської Академії медичних наук у Кракові, а у 1937 році — стає дійсним членом Академії наук. В ці ж роки професора Франке неодноразово запрошували очолити кафедри в медичних університетах Польщі (Варшава, Познань), однак, кожного разу він відмовлявся, не бажаючи покидати свою батьківщину — Львів, у якому Франке прожив більшу частину свого життя.

## Цікавий факт
У Науковій бібліотеці Національного університету «Львівська політехніка» зберігається видання дисертації Марії Склодовської-Кюрі, Париж, 1904 рік, подароване сім‘єю М. Франке.